# Nur Tatarová
Nur Tatarová (turecky Nur Tatar, * 16. srpna 1992 Van) je turecká reprezentantka v taekwondu.

## Sportovní činnost
Je čtyřnásobnou mistryní Evropy. V roce 2017 se po páté zúčastnila mistrovství světa, tentokrát v jihokorejském Muju. Šampionát vyhrála a získala tak svůj první titul mistryně světa.

### Olympijské hry
Na Letních olympijských hrách 2012 v Londýně získala v kategorii žen do 67 kg 2. místo. Finálový zápas prohrála s Jihokorejkou Seon Kyung Hwang 5:12. Na Letních olympijských hrách 2016 v Riu získala ve stejné disciplíně bronzovou medaili.